# Neapoli (Macedonia Centrale)
Neapolī (in greco Νεάπολη?) è un ex comune della Grecia nella periferia della Macedonia Centrale di 30.279 abitanti secondo i dati del censimento 2001.
È stato soppresso a seguito della riforma amministrativa, detta Programma Callicrate, in vigore dal gennaio 2011 ed è ora compreso nel comune di Neapolī-Sykies.